# Чивате
Чивате (итал. Civate) је насеље у Италији у округу Леко, региону Ломбардија.
Према процени из 2011. у насељу је живело 4003 становника. Насеље се налази на надморској висини од 275 м.

## Становништво
Према резултатима пописа становништва 2011. у општини је живело 4.019 становника.
| 1936. | 1951. | 1961. | 1971. | 1981. | 1991. | 2001. | 2011. |
| ----- | ----- | ----- | ----- | ----- | ----- | ----- | ----- |
| 2.250 | 2.536 | 2.633 | 3.152 | 3.092 | 3.664 | 3.846 | 4.019 |

## Партнерски градови
- Gonzaga